# Zapora Tresna

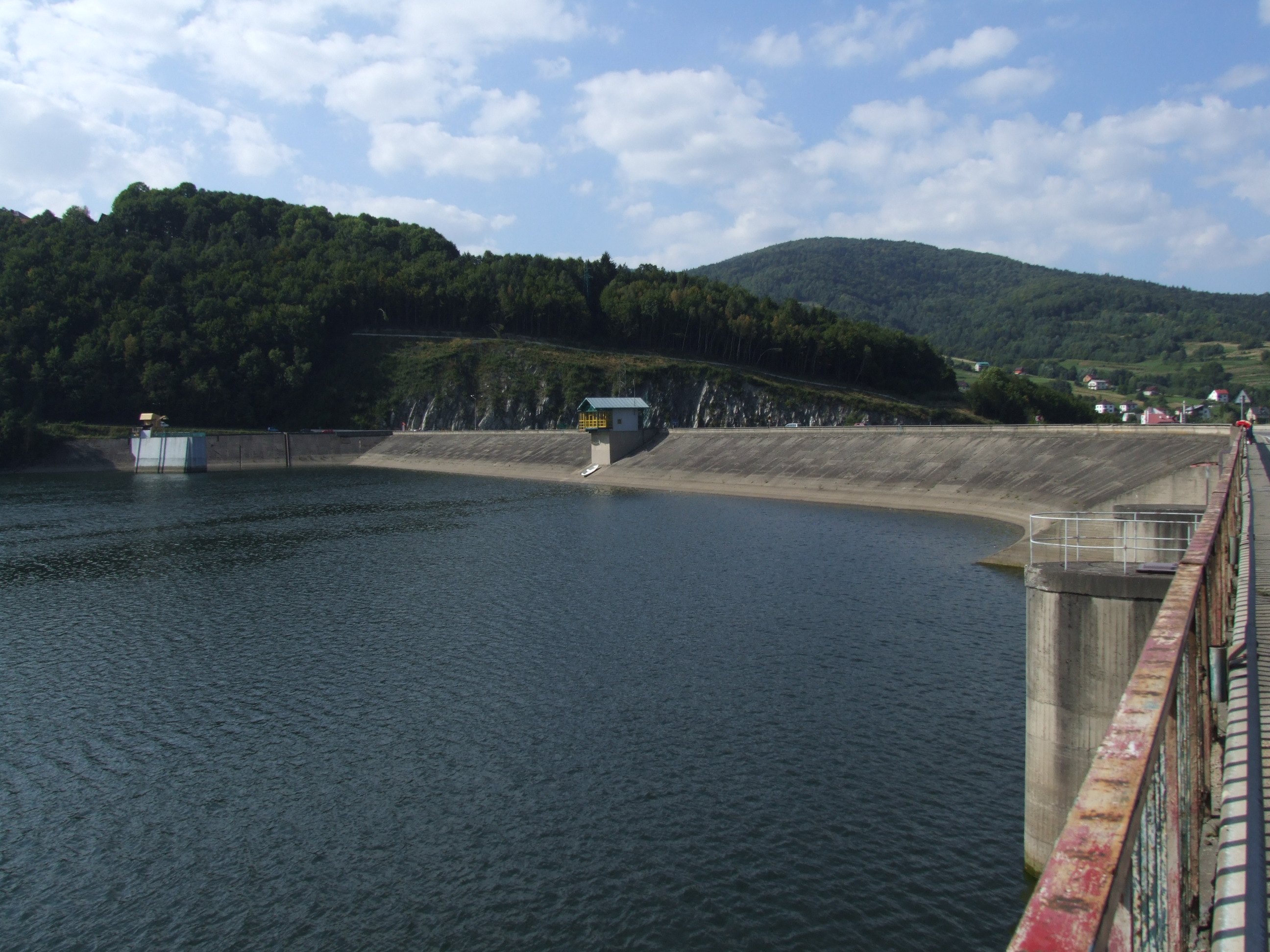
Zapora w Tresnej

Zapora Tresna – zapora wodna wybudowana w latach 1960–1966 w Tresnej. Po jej powstaniu spiętrzeniu uległy wody Soły, tworząc tym samym Jezioro Żywieckie. 
Wybudowanie zapory doprowadziło do zalania m.in. Zadziela i Starego Żywca oraz części miejscowości Tresna oraz Zarzecze.
Pierwsze odwierty pod planowaną zaporę przeprowadzono w 1952 roku, jednak dopiero katastrofalna powódź z 1958 roku skłoniła władze do budowy wału. Budowę rozpoczęto w roku 1960, jednak opóźniała się ona m.in. ze względu na szereg powodzi na tym terenie, co spowodowało zakończenie robót dopiero w 1966 roku. Rok później wybudowano Elektrownię Wodną Tresna.
Zapora w Tresnej jest określana jako ziemno-narzutowa z rdzeniem glinianym. Długość korony wynosi 300 metrów, a jej szerokość 10 metrów. Posiada 3-przewodowy spust denny, dzięki czemu przepustowość zapory wynosi 730 m³/s.